# トヨタ・クラウンエイト
クラウンエイト（CROWN EIGHT）は、トヨタ自動車が1964年（昭和39年）から1967年（昭和42年）まで生産していた大型の高級乗用車。
日本製乗用車としては初めてのV型8気筒エンジン搭載車であり、このモデルでの実績が1967年（昭和42年）に発表されるトヨタ・センチュリーの開発に繋がることにもなった。

## 概要
1955年に登場したクラウンは、1960年代初頭になると一般向けのオーナーカー用途やタクシー、ハイヤー用途の分野では大きなシェアを占めるようになったが、官公庁や大企業のVIP用公用車については、依然としてアメリカ製のフルサイズ車（日本では大型乗用車）が主流であった。
トヨタはこの分野に進出すべく、RS40系クラウンをベースとした大型セダンを1963年（昭和38年）秋の全日本自動車ショウ（東京モーターショー）に参考出品し、翌1964年（昭和39年）4月20日に「クラウン・エイト」として発売した。トヨタ初の3ナンバー車となった。
型式はVG10型を名乗り、クラウンとは全くの別車種であることが窺える。価格は東京店頭渡しで165万円で、生産台数は当面年間500台を目標としていた。競合するプリンス自動車の直列6気筒2.5リッター車「グランド・グロリア」が皇室・宮内庁向け納入を果たしたのに対し、クラウンエイトは当時の佐藤栄作内閣総理大臣の公用車に使われるなど、相応に互した実績を上げている。
1965年（昭和40年）にはクラウンと共にマイナーチェンジを実施し、普及グレードであるスペシャルと4速フロアシフト付き車が追加発売された。
1967年（昭和42年）7月、センチュリーを後継として生産・販売を終了。総生産台数は3,834台。
その後のクラウンには、1987年（昭和62年）に登場した8代目のマイナーチェンジ時に設定された1UZ-FE（3,968 cc）エンジン搭載車までV型8気筒エンジンは設定されなかった。

## 構造
最大の特徴として、日本製乗用車初の水冷V型8気筒エンジン（OHV　2,599 cc 115 PS）を搭載したことが挙げられる。エンジンはオールアルミ製であった。
ボディ構造も特徴的なものであった。デザインと基本構成は、サブフレームをベースとしてセミモノコックボディと組み合わせるRS40系クラウンのレイアウトを踏襲したが、全長を120 mm伸ばした4,720 mm（RS40系は4,610 mm）に、全幅を150 mm広げた1,845 mm（RS40系は1,695 mm）とし、一回り大きなボディサイズとなっていた。全幅では2022年10月現在の時点において現行モデルとなるクラウンシリーズで最大幅を誇るSH35系クラウンクロスオーバーでも1,840 mmであり、現在のところクラウンエイトが歴代クラウンの史上最大である。ただし、2023年発売予定のCROWN SPORT（スポーツ）は全幅が1880mmあり、販売が開始されたら歴代クラウンの史上最大幅の記録を同車種に譲ることになる。さらにその後まもなく発売予定のCROWN SEDAN（セダン）の全幅は1890mmとなっているので、すぐにその記録はCROWN SEDAN（セダン）に更新される予定である。
1963年（昭和38年）2月に発売されたセドリック・スペシャル（日産）や同年5月に発売されたグランド・グロリア（プリンス）など、競合する国産最上級車が、既存のボディはそのまま、もしくはホイールベースを若干伸ばしただけで、エンジンを2.5/2.6リッター級に拡大したものであったのに対し、クラウンエイトは本格的な大型車らしいプロポーション、および居住性を備えていた点が長所であった。「シートを倒して麻雀ができるほど」のゆとりがあったという。
また、2速トヨグライド（オートマチックトランスミッション）、パワーステアリング、パワーウィンドウ、電磁式ドアロック、コンライト（ライト・コントロール）、オートドライブ（クルーズコントロール）といった、当時の日本車としては異例の豪華な装備が全車に採用された。クルーズコントロールの採用は日本車として初となる。また、前後の三角窓は電動開閉式が採用された。
ちなみに、装備のひとつだった「電磁式ドアロック」は、後世におけるいわゆる「集中ドアロック」のことではない。ドアを開ける際に軽い力で開けられるよう、ドアのラッチを電磁作動とし、ドアハンドルを単なる電気スイッチとした間接式システムであった。
このドアシステムには根本的欠点があった。バッテリーがあがると電磁ラッチが作動しなくなり、ドアが開けられなくなってしまったのである。そのためか後年のセンチュリーには受け継がれていない。

## その他
この車が売られていた当時、トヨタ自動車創業期からのディーラー・愛知トヨタ自動車社長の山口昇は競走馬の馬主でもあった。山口は自分がオーナーとなったある雌のサラブレッドに「クラウンエイト」という名前をつけて馬名を日本中央競馬会に申請したが「商品と同じ名前は認めない」として却下され、結局この馬は「エイトクラウン」と名づけられた。この馬は後に阪神3歳ステークスと宝塚記念に勝ち、後にやはり宝塚記念を勝つナオキを生む。